# Gamma Apodis
Gamma Apodis is een ster in het sterrenbeeld Paradijsvogel. De ster heeft een spectraalklasse van G9 III wat aangeeft dat het een reuzenster is. Gamma apodis is niet te zien vanuit de Benelux.